# ジャレル・エディ
ジャレル・エディ（Jarell Eddie, 1991年10月30日 - ）は、アメリカ合衆国フロリダ州タンパ出身のバスケットボール選手。身長201cm、体重100kg。ポジションはスウィングマン。

## 経歴

### 若齢期・高校
フロリダ州タンパで生まれ、ノースカロライナ州コンコルドのキャノンクールを卒業後、2010年ヴァージニア工科大学から勧誘を受け、入学した。

### カレッジ・大学
2010年から2014年まで、ヴァージニア工科大学で4シーズンプレーし、下記の個人成績を残した。
| シーズン | チーム               | GP | GS | MPG  | FG%  | 3P%  | FT%  | RPG | APG | SPG | BPG | PPG  |
| -------- | -------------------- | -- | -- | ---- | ---- | ---- | ---- | --- | --- | --- | --- | ---- |
| 2010–11  | ヴァージニア工科大学 | 27 | 0  | 10.9 | .368 | .219 | .688 | 2.2 | .5  | .1  | .3  | 2.9  |
| 2011–12  | ヴァージニア工科大学 | 33 | 32 | 27.3 | .425 | .443 | .868 | 4.8 | 1.4 | .5  | .4  | 9.1  |
| 2012–13  | ヴァージニア工科大学 | 32 | 28 | 30.3 | .396 | .321 | .842 | 5.6 | 1.3 | .3  | .8  | 12.3 |
| 2013–14  | ヴァージニア工科大学 | 31 | 30 | 32.6 | .355 | .376 | .778 | 5.4 | 1.2 | .4  | .4  | 13.3 |

卒業後、NBAドラフト資格を得て、エントリーしたが指名はされず、サマーリーグにワシントン・ウィザーズから参加し、7試合出場で、平均3.5得点、1.4リバウンドの成績を残した。

### NBA(2015-2018)
2014年9月29日、アトランタ・ホークスと契約し 、プレシーズンゲームに3試合出場したが、10月21日にウェイブされた。ウェイバー期間が明けクリア・ウェイバーとなり、23日にボストン・セルティックスと契約したが4日後に再びウェイブされた。
2014年10月30日に、Dリーグのフォートウェイン・マッドアンツにアトランタ・ホークスのアフィリエイトプレーヤーとして入団したが、2日後、オースティン・スパーズにトレードされ、11月3日に正式にオースティン・スパーズの傘下に入った。
2015年2月15日のDリーグ・オールスターでのスリーポイント・コンテストで優勝した。
2015年3月5日、アトランタ・ホークスと10日間契約を結んだが、試合出場はなく、2回目の契約には至らず、オースティンに戻った。
2015年のサマーリーグには、オーランドではインディアナ・ペイサーズから参加しラスベガスではサンアントニオ・スパーズから参加した。サマーリーグでは12試合に出場し平均10.9 得点、3.3 リバウンドの成績を残し、9月25日、ゴールデンステート・ウォリアーズとトレーニングキャンプ契約を結んだが、 プレシーズンゲーム2試合に出場後、10月23日に解雇された。
2015年10月30日、Dリーグのオースティン・スパーズ傘下の選手となった。
2015年12月22日、ワシントン・ウィザーズと契約。1シーズンを過ごした後、2016年10月21日に解雇された。
2016年10月29日、オースティン・スパーズと再度契約した。2017年1月25日、ホリス・トンプソンとのトレードでウィンディシティ・ブルズに移籍した。
2017年3月18日、フェニックス・サンズと10日間契約を結んだ。
2018年3月1日、シカゴ・ブルズと10日間契約を結んだ。

### 海外でのキャリア(2018-)
2024年8月17日、バスケットボール・チャンピオンズリーグとGBLに所属するペリステリBCへ1年契約で加入すると発表された。

## NBAスタッツ

### レギュラーシーズン
| シーズン | チーム                 | GP | GS | MPG | FG%  | 3P%  | FT%   | RPG | APG | SPG | BPG | PPG |
| -------- | ---------------------- | -- | -- | --- | ---- | ---- | ----- | --- | --- | --- | --- | --- |
| 2015–16  | ワシントン・ウィザーズ | 26 | 0  | 5.7 | .308 | .319 | 1.000 | .9  | .2  | .2  | .0  | 2.4 |
| Career   | Career                 | 26 | 0  | 5.7 | .308 | .319 | 1.000 | .9  | .2  | .2  | .0  | 2.4 |

## 脚註
1. 1 2  “31  Jarell Eddie Profile”.   hokiesports.com.com (2014年). 2015-07-00閲覧。 エラー: 閲覧日が正しく記入されていません。
2. ↑  “JARELL EDDIE”.   draftexpress.com (2014年). 2015年7月20日閲覧。
3. ↑  “2014 Summer League Player Profile”.   NBA.com (2014年). 2015年7月20日閲覧。
4. ↑  “Hawks Sign Jarell Eddie and Dexter Pittman”. NBA.com.   Turner Sports Interactive, Inc. (2014年9月29日). 2014年11月4日閲覧。
5. ↑  “Hawks Waive Jarell Eddie and Dexter Pittman”. NBA.com.   Turner Sports Interactive, Inc. (2014年10月21日). 2014年11月4日閲覧。
6. ↑  “Celtics Claim Jarell Eddie Off Free Agent Waivers”. RealGM.com (2014年10月23日). 2014年11月4日閲覧。
7. ↑  D'Amico, Marc (2014年10月24日). “Ainge: Celtics Have Claimed Eddie Off Waivers”. NBA.com.   Turner Sports Interactive, Inc.. 2014年11月4日閲覧。
8. ↑  “Celtics Finalize Opening Night Roster”. NBA.com.   Turner Sports Interactive, Inc. (2014年10月27日). 2014年11月4日閲覧。
9. ↑  Cohn, Justin (2014年11月2日). “Ants enter camp with 17 players”. FortWayne.com. 2014年11月4日閲覧。
10. ↑  “Austin Spurs Announce Training Camp Roster”. NBA.com.   Turner Sports Interactive, Inc. (2014年11月3日). 2014年11月6日時点のオリジナルよりアーカイブ。2014年11月4日閲覧。
11. ↑  “Jarell Eddie catches fire to win the 2015 NBA D-League Three-Point Contest”. YouTube.com (2015年2月15日). 2015年3月5日閲覧。
12. ↑  “Atlanta Hawks Sign Jarell Eddie To 10-Day Contract”. NBA.com.   Turner Sports Interactive, Inc. (2015年3月5日). 2015年3月5日閲覧。
13. ↑  Vivlamore, Chris (2015年3月14日). “Hawks won’t re-sign Eddie”. AJC.com. 2015年3月14日閲覧。
14. ↑  Willis, Kris (2015年3月14日). “Atlanta Hawks won't re-sign Jarell Eddie, per report”. PeachTreeHoops.com.   SB Nation. 2015年3月14日閲覧。
15. ↑  “Hill, Whittington, Draft Picks to Participate in 2015 Rookie/Free Agent Camp”. NBA.com.   Turner Sports Interactive, Inc. (2015年6月29日). 2015年7月2日閲覧。
16. ↑  “Spurs Announce 2015 Summer League Rosters for Utah & Las Vegas”. NBA.com.   Turner Sports Interactive, Inc. (2015年7月3日). 2015年7月10日閲覧。
17. ↑  “Warriors Sign Ian Clark, Jarell Eddie, Tony Mitchell & Juwan Staten”. NBA.com (2015年9月25日). 2015年9月25日閲覧。
18. ↑  “Warriors Waive Chris Babb, Jarell Eddie, Xavier Henry & Chris Udofia”. NBA.com (2015年10月23日). 2015年10月23日閲覧。
19. ↑  “AUSTIN SPURS ANNOUNCE 2015 RETURNING PLAYERS AND TRAINING CAMP INVITEES”. NBA.com (2015年10月30日). 2015年10月30日閲覧。
20. ↑  WIZARDS SIGN JARELL EDDIE
21. ↑  Wizards Waive Eddie, O’Bryant, Ware
22. ↑  “AUSTIN SPURS ANNOUNCE 2016 RETURNING PLAYERS AND TRAINING CAMP INVITEES”. NBA.com.   Turner Sports Interactive, Inc. (2016年10月29日). 2016年10月30日閲覧。
23. ↑  “Windy City Bulls Acquire Jarell Eddie in Trade With Austin Spurs”. NBA.com.   Turner Sports Interactive, Inc. (2017年1月25日). 2017年1月26日閲覧。
24. ↑  Suns to sign Jarell Eddie to a 10-day contract
25. ↑  “BULLS SIGN JARELL EDDIE TO 10-DAY CONTRACT” (英語). NBA.com (2018年3月1日). 2018年3月3日閲覧。
26. ↑  “Jarell Eddie comes back to the Basketball Champions League with Peristeri”.   eurohoops.net. 2024年8月17日閲覧。